# Richard Kuuia Baawobr
Richard Kuuia Baawobr M. Afr. (Nandom, 21 de junho de 1959 – Roma, 27 de novembro de 2022) foi um cardeal ganense da Igreja Católica, que foi superior-geral dos Padres Brancos, foi bispo de Wa e presidente do Simpósio das Conferências Episcopais da África e Madagascar.

## Vida
Frequentou a escola primária da aldeia de Tom-Zendagangn, onde nasceu, e continuou os seus estudos no Seminário Menor São Francisco Xavier e na Escola Secundária de Nandom. Entrou no Seminário Maior diocesano St. Victor de Tamale em 1979, depois de seus estudos filosóficos, em 1981 mudou-se para a Sociedade dos Missionários da África, onde continuou sua preparação para o sacerdócio. De 1981 a 1982 esteve em Friburgo, na Suíça, para o noviciado. Posteriormente, de 1982 a 1987, completou seus estudos teológicos no Missionary Institute London (MIL).
Em 5 de dezembro de 1986 ele fez seus votos religiosos no St. Edward's College em Londres e foi ordenado sacerdote em 18 de julho de 1987.
Após a ordenação, exerceu os seguintes cargos e estudos: de 1987 a 1991, foi vigário paroquial em Livulu, arquidiocese de Kinshasa, na República Democrática do Congo; depois, até 1996, foi estudante de Exegese no Pontifício Instituto Bíblico de Roma e de Espiritualidade Inaciana em Le Chatelard em Lyon, França, onde obteve a Licenciatura em Sagrada Escritura e o Doutorado em Teologia Bíblica; depois,  entre 1996 e 1999, foi formador dos Missionários da África em Kahangala, na Tanzânia e, de 1999 a 2004, foi diretor da casa de formação de Toulouse na França; por fim, de 2004-2010, foi Primeiro Assistente Geral dos Missionários da África.
O Capítulo Geral da Sociedade dos Missionários da África elegeu Richard Baawobr em 31 de maio de 2010 em Roma na terceira votação (com uma maioria de dois terços) para suceder Gérard Chabanon como o novo Superior Geral. Baawobr é o primeiro africano a ocupar este cargo.
Foi Chanceler do Pontifício Instituto de Estudos Árabes e Islâmicos (PISAI) em Roma de 2010 a 2016. Foi escolhido pela União dos Superiores Gerais para participar da Assembleia Ordinária do Sínodo dos Bispos sobre a Família, de 4 a 25 de outubro de 2015.
Em 17 de fevereiro de 2016, o Papa Francisco o nomeou como bispo de Wa. Foi consagrado em 7 de maio do mesmo ano pelo Presidente do Pontifício Conselho Justiça e Paz, Peter Kodwo Appiah Turkson, coadjuvado por Philip Naameh, arcebispo de Tamale, e Jean-Marie Speich, núncio apostólico em Gana.
Em 4 de julho de 2020, o Papa Francisco o nomeou membro do Pontifício Conselho para a Promoção da Unidade dos Cristãos.
Durante o Regina Caeli de 29 de maio de 2022, o Papa Francisco anunciou sua criação como cardeal no Consistório ocorrido em 27 de agosto.
Em 1 de agosto de 2022, foi eleito como presidente do Simpósio das Conferências Episcopais da África e Madagascar sucedendo ao cardeal Philippe Ouédraogo, de Burkina Faso, que estava à frente da organização desde julho de 2019.
Receberia o anel cardinalício, o barrete vermelho e o título de cardeal-presbítero de Santa Maria Imaculada de Lurdes em Boccea, tão logo se recuperasse de uma cirurgia de emergência no coração a que teve que se submeter, logo que chegou a Roma.
Baawobr morreu no Policlínica Gemelli de Roma pouco depois de chegar lá de ambulância em 27 de novembro de 2022, aos 63 anos. Ele havia passado por uma cirurgia cardíaca no final de agosto e recebeu alta do hospital alguns dias antes de sua morte. 